# 2834 Christy Carol
2834 Christy Carol este un asteroid din centura principală, descoperit pe 9 octombrie 1980, de Carolyn Shoemaker și Schelte Bus.